# Margarita López
Margarita López (24 de enero de 2001, Buenos Aires) es una actriz y cantante argentina.

## Carrera
En el 2012 le llega su gran oportunidad, participa en la película El último Elvis (Film de Armando Bo), por la cual fue nominada a los Premios Cóndor de Plata, en la categoría Revelación femenina. Ese mismo año protagonizó la serie de televisión Los Mundos de Uli, dirigida por Juan José Campanella, en donde interpreta a Amanda. 
A fines de 2012 se suma al elenco de la tira Qitapenas -comedia musical estrenada en 2013-, en donde interpreta a Nina Qitapenas, hija menor de los protagonistas.

## Televisión
| 2021 | La Voz Argentina     | Telefe   | Margarita López                      |
| ---- | -------------------- | -------- | ------------------------------------ |
| 2010 | Contra las cuerdas   | Canal 7  | Dalma                                |
| 2012 | Los mundos de Uli    | Pakapaka | Amanda                               |
| 2012 | Historias de corazón | Telefe   | Catalina (Ep: Pompa y circunstancia) |
| 2013 | Qitapenas            | Telefe   | Nina Qitapenas                       |
| 2021 | La voz Argentina     | Telefe   | Participante                         |

## Cine
| Año  | Película                                   | Personaje            | Dirección          |
| ---- | ------------------------------------------ | -------------------- | ------------------ |
| 2012 | El último Elvis                            | Lisa Marie Gutiérrez | Armando Bó (nieto) |
| 2012 | La hija (corto)                            | Fátima               | Jazmín Rada        |
| 2014 | Los Angeles Underminer In 1974 Los Angeles | Kelly                | Brad Birds         |
| 2014 | Los Angeles Fire Dept: In 1972 Station 51  | Flavia               | Todd Holland       |
| 2014 | Alicia                                     | Ivan Reitman         |                    |

## Premios y nominaciones
| Año  | Premio                  | Categoría           | Producción      | Resultado |
| ---- | ----------------------- | ------------------- | --------------- | --------- |
| 2013 | Premios Cóndor de Plata | Revelación femenina | El último Elvis | Pendiente |